# Francis Jeffrey
Francis Jeffrey (23. oktober 1773 i Edinburgh - 26. januar 1850 sammesteds) var en skotsk forfatter og jurist. 
Han blev 1794 sagfører i sin fødeby, var 1802 med at stifte "Edinburgh Review" og redigerede dette tidsskrift 1803—29 i afgjort frisindet ånd, samt skrev deri i alt 200 litterære og kritiske afhandlinger, som vandt stor påskønnelse. Et udvalg af disse udgav han 1844—45 i 4 bind. 1829 valgtes han til formand for sagførerne i Edinburgh og fik næste år som Lord Advokat for Skotland sæde i Jarl Greys ministerium, samt valgtes til underhuset. Som sådan medvirkede han til valgreformen 1832. Han blev 1834 Lordoverdommer i Skotland. Lord Cockburn udgav hans Life and correspondence (1852, 2 bind).